# Cyril Domoraud
Cyril ("Cyrille") Domoraud (Lakota, 22 juli 1971) is een Ivoriaans profvoetballer die onder meer onder contract stond bij US Créteil-Lusitanos. Hij sloot zijn loopbaan af in 2008 bij de Ivoriaanse club Africa Sports uit Abidjan.
Domoraud is een van de eerste succesvolle Ivoriaanse voetbalspelers in Europa. Hij begon zijn carrière in 1992 bij Créteil, de club waar hij in 2004 terugkeerde. In de periode daartussen speelde hij achtereenvolgens voor Red Star Paris, Girondins de Bordeaux, Olympique Marseille, Inter Milaan, Bastia, AS Monaco, Espanyol en Konyaspor.